# Фурманов (місто)
Фурманов — місто (з 1918) в Росії, адміністративний центр Фурмановського муніципального району Івановської області.

## Географія
Місто розташоване на річці Шача (притока Волги), за 33 км від Іванова, з яким пов'язане автодорогою республіканського значення (траса Р600 «Кострома — Іваново»), а також залізницею.

## Історія
Сформувалося на основі зростання фабричних робочих селищ. Першу назву Середа отримало від найбільшого села — Середа-Упіно (згадується з 1628 року).
У 1918 році отримало статус міста; при цьому в період з 1918 по 1941 роки місто називалося Середа. 13 березня 1941 року було перейменовано на честь російського письменника Дмитра Андрійовича Фурманова.
У 2005 році місто Фурманов наділено статусом міського поселення у складі Фурмановського муніципального району.
Зараз місто розвивається за генеральним планом, розробленим ТОВ «База» у 2009 році. Територія міста — 15,59 кв. км, району — 763,2 кв. км.

## Економіка
Найбільші підприємства міста — 2 прядильно-ткацьких підприємства: ТОВ «Фурмановська фабрика № 1», Прядильно-ткацька фабрика № 3 холдингу «Шуйские ситцы», швейні підприємства, хлібокомбінат, молокозавод, підприємства лісової промисловості.

## Пам'ятки

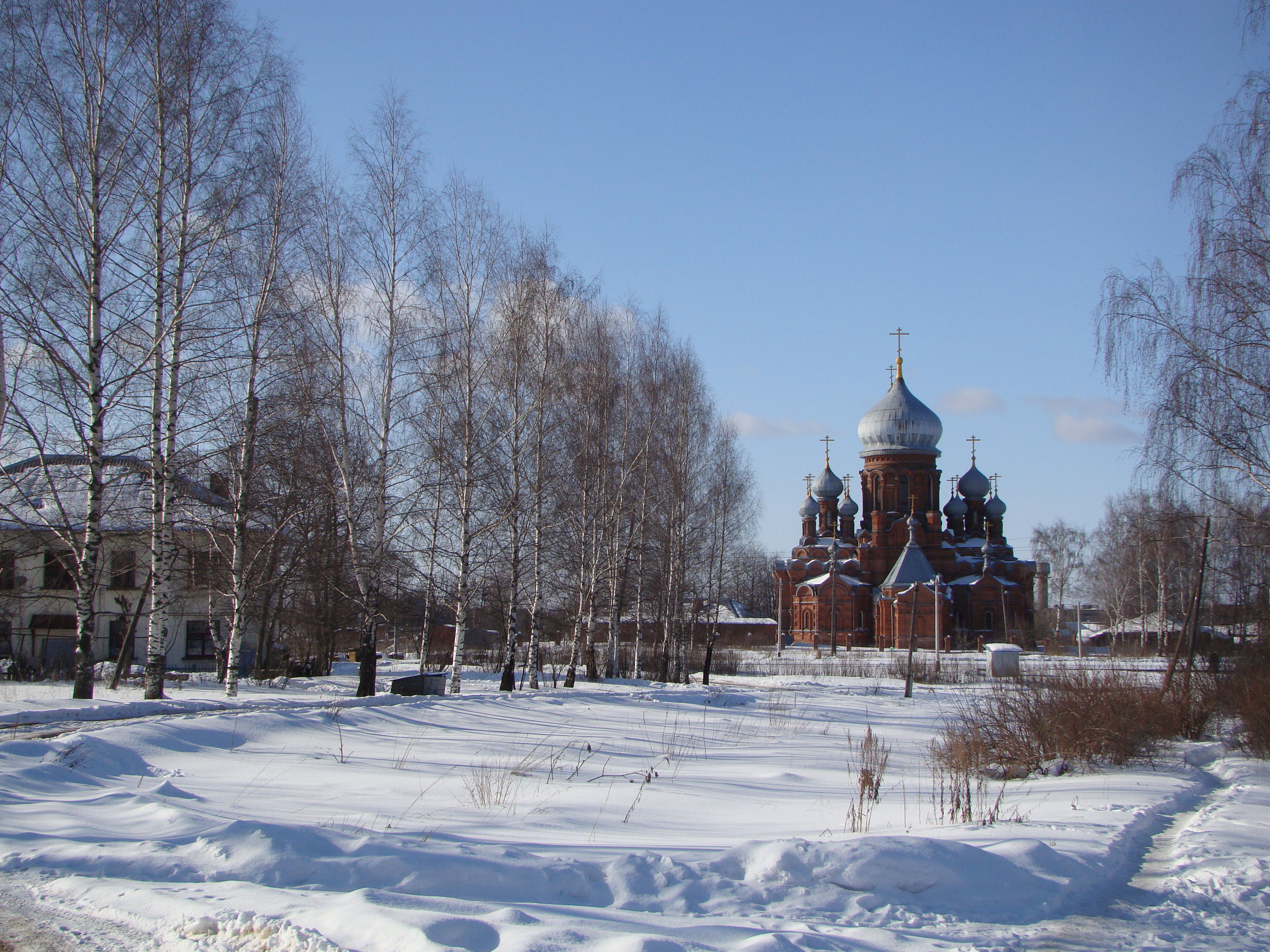
Храм Божої Матері

Місто входить до туристичного маршруту «Золоте кільце Росії». Серед пам'яток архітектури значаться будинок, в якому народився Д. А. Фурманов, садиби фабрикантів Горбунова та Лосєва, картинна галерея, церква ікони Божої Матері «Скорбященська» (1887).

### Храм Вознесіння Господнього (прихід Вознесенської церкви)
Найстарша (XVIII—XIX ст.) церква в місті. У народі храм називають «Білим», відрізняючи від місцевої скорбященської церкви з червоної цегли. Дерев'яна Вознесенська церква вперше згадується в 1614 році. Цегляний храм зведено в 1727 році і кардинально перебудовано у другій половині XIX століття. Цей храм цінний в науковому та художньому відношенні, оскільки древня частина (трапезна, вівтар, підстава дзвіниці) відноситься до XVIII століття. Інші частини храму — кінець XIX століття.

### Меморіальний музей Дмитра Фурманова
Музей реанімовано у 2005 році. В одному із залів музею відновлена меморіальна кімната родини Фурманова, де народився і провів свої дитячі роки Дмитро Фурманов (1891—1926). Його життєвий та творчий шлях представлено і в історичній частині експозиції. Там можна побачити прижиттєві видання автора знаменитого роману «Чапаєв», справжні фотографії та особисті листи письменника, чиє ім'я носить місто.

### Картинна галерея імені Д.О.Трубнікова
Галерея створена в 1989 з ініціативи групи ентузіастів, які прагнули зберегти творчу спадщину Д. О. Трубнікова. У музеї представлені історико-археологічні та краєзнавчі експозиції, проводяться регулярні творчі зустрічі. Будівля музею — житловий будинок XIX століття, що в більшій частині зберіг планування та обробку інтер'єрів: триповерховий особняк з підвальним приміщенням та підземним ходом. Прикрасою будинку є кам'яний зал і веранда з виходом в старовинний парк.

### Історико-краєзнавчий музей при середньому професійному ліцеї №7
У музеї, відкритому 24 квітня 2002, зібрані експонати, що розповідають про історію міста та району з найдавніших часів до наших днів — корисні копалини, знаряддя первісної людини, бивні мамонта та інші трофеї археологічних розкопок. Історико-краєзнавчі матеріали оповідають про минуле Середи, знайомлять з власниками села, представниками боярських та княжих родів, яким належали навколишні землі. На стендах — фотографії фабрикантів Клементьєвих, Горбунових, Скворцових-Павлових, Насєдкіних, Стулових — засновників текстильного виробництва. В експозиції зображені роки революції та громадянської війни, період соціалістичного будівництва та створення колгоспів, роки Другої Світової війни та післявоєнного відновлення. Пам'яткою музею є з історичною точністю відтворене селянське подвір'я кінця XIX століття, а також інтер'єри житла городянина 1940—1950 років.

## Версії про походження назви
Єдиної версії про походження назви села немає. деякі дослідники вважають, що назва походить від базарного дня, який проходив тут в середу. Інші вважають, що село стало так називатися через те, що розташоване на середині шляху між Шуєю та Нерехтою, Іваново-Вознесенськом і Пльосом.

## Міста-побратими
- Росія Домодєдово